# Technische Universität Bergakademie Freiberg
Die Technische Universität Bergakademie Freiberg (TU Bergakademie Freiberg, TUBAF) ist eine staatliche Technische Universität in Freiberg in Sachsen. Sie versteht sich als Ressourcenuniversität und widmet sie sich in Lehre und Forschung der Geo-, Ingenieur-, Natur- und Wirtschaftswissenschaften. Dabei spezialisiert sie sich auf die Energie- und Ressourcenwirtschaft.

## Geschichte

### Allgemeines
Die Bergakademie ist die älteste noch bestehende montanwissenschaftliche Bildungseinrichtung der Welt, da die vier vor ihr gegründeten Akademien in Potosí (Bolivien, 1757 bis 1786), Kongsberg (Norwegen, 1757 bis 1814), Schemnitz (1762 bis 1919) und Prag (1762 bis 1772) nicht mehr existieren. Nach der 1747 gegründeten École des Ponts et Chaussées ist sie weltweit die älteste technische Bildungseinrichtung.

### Vor 1765
Als Ausgangspunkt der Gründung der Bergakademie gilt die 1702 in Freiberg entstandene „besondere Stipendienkasse“, um die Ausbildung für Berg- und Hüttenbeamte auf eine stabile finanzielle und inhaltliche Grundlage zu stellen. 1710 regten dann Freiberger Bürger bei Kurfürst Friedrich August I. die Schaffung einer „Augustus-Universität“ an, der nicht stattgegeben wurde. Ab 1721 gab Johann Friedrich Henckel in seinem Wohnhaus und ab 1733 auch in dem eingerichteten chemischen Laboratorium Privatunterricht in Mineralogie und Metallurgie für angehende sächsische Berg- und Hüttenbeamte sowie ausländische Schüler wie Lomonossow. 1725 schlug Jacob Leupold zur Verbesserung des Maschinenwesens im sächsischen Bergbau die Errichtung eines „Gymnasiums Metallum-Mechanicum“ in Freiberg vor. Ein Jahr später, 1726, empfahl der Pfarrer Christian Ehrenfried Seyffert (1683–1729) die Einrichtung einer Bergwercks-Akademie im nahen Bräunsdorf. Ein erster systematischer Plan „Von der Beschaffenheit einer Bergakademie“ wurde 1746 vom Kommissionsrat Carl Friedrich Zimmermann veröffentlicht.
Trotz eines starken Wirtschaftswachstums nach der Thronbesteigung Friedrich August I. war Sachsen am Ende des Siebenjährigen Kriegs (1756–1763) in einer wirtschaftlichen, politischen und sozialen Krise. 1762, also noch vor Ende des Kriegs, drängte Kurfürst Friedrich Christian auf die Einsetzung einer Restaurationskommission. Im Rahmen der Arbeit dieser Kommission wurde im Februar 1764 (nach Vorschlag im November 1763) der Bergbauexperte und braunschweigischer Vizeberghauptmann Friedrich Anton von Heynitz auf die Bergratsstelle im Dresdener Kammer- und Bergratskollegium als Generalbergkomissar berufen. Nach dem plötzlichen Tod Christians übernahmen seine Mutter Maria Antonia von Bayern sowie sein Onkel Prinz Franz Xaver von Sachsen die Regentschaft im Kurfürstentum. Von Heynitz bekam aufgrund der geänderten politischen Linie nun nicht das Ansehen, was er sich von Friedrich Christian zuvor erhofft hatte.

### Gründungsprozess

#### Vorbereitungen
Im September 1765 reichte von Heynitz in einem vertraulichen Bericht seinen Plan zur Gründung einer Lehranstalt dem Kabinettsminister Johann Georg Friedrich Graf von Einsiedel ein. Für den 12. und 13. November desselben Jahres wurden Maria Antonia, Franz Xaver, Adlige des Hauses Wettin sowie andere Gäste nach Freiberg geladen. Von Heynitz erreichte am 7. November Freiberg, um gemeinsam mit seinem Freund und Studienkollegen Friedrich Wilhelm von Oppel eine Inszenierung vorzubereiten. Oppel und Heynitz waren beide Studienkollegen bei Henckel in Freiberg und verfolgten seither den Traum einer Lehranstalt ebenda. Oppel selbst war seit 1763 Oberberghauptmann des Freiberger Oberbergamts.

#### Der entscheidende Tag
Am Morgen des 12. November wurden die Gäste dann durch im Gala-Habit gekleideten Berg- und Hüttenbeamten unter Führung Heynitz‘ und Oppels empfangen und durch Freiberg geführt. Zu ähnlichen Inszenierungen wurde der Adel am Folgetag nach Halsbrücke geleitet. Doch der erste Abend schien gereicht zu haben, so beauftragte Franz Xaver nach einem Vorschlag von Heynitz ebendiesen mit der Ausarbeitung eines Konzepts zur finanziellen Verbesserung des Stipendienbetriebs. In diesem Rahmen schlug Heynitz die Gründung eines Instituts für die Ausbildung von vier jungen Menschen unter Leitung des Mathematikers und Physikers Johann Friedrich Wilhelm von Charpentier und mit Unterstützung des Chemikers und Oberhüttenverwalters Christlieb Ehregott Gellert vor. Weiterhin sollten die Stipendiaten nur für eine Laufbahn im Bergbau oder Hüttenwesen ausgebildet werden. Zusätzlich sollten Universitätsstipendien für die Weiterbildung in benachbarten Wissenschaften und Reisestipendien für höhere Beamte aus dem Adelsstand etabliert werden. Abschließend brachten Heynitz und Oppel den Vorschlag an, ihr Mineralienkabinett dem Institut anzzugliedern.

#### Erste Erwähnung der Bergakademie
Am 21. November 1765 unterzeichnete Franz Xaver diese Vorschläge. Die neue Lehranstalt sollte leitende Bergbeamte in den Fächern Geometrie, Metallurgie und Chemie mit didaktischer Unterstützung einer Modell-, Stufen- und Büchersammlung ausbilden. Die bestehenden Einrichtungen der Stipendienkasse sollen parallel bestehen bleiben. Heynitz und Oppel hegten Zweifel an dieser Parallelführung, wodurch am 8. Februar 1766 ein „Entwurf zu einer zu Freiberg zu errichtenden Berg-Akademie“ formuliert und am 15. März genehmigt wurde. Nun wurde in der Finanzierung auch das Etat des Stipendienfonds mit einbezogen. Nach Ostern sollte die neue Lehranstalt mit Bibliothek und Sammlungen im Haus von Oppel untergebracht werden. Öffentlich bekannt gemacht wurde die Einrichtung erst am 27. April 1767.

### Entwicklung der Lehre

#### Beginn der Lehre
Das Datum des tatsächlichen Beginns des Unterrichts ist bis heute strittig. Der erste Student der Bergakademie Friedrich Wilhelm Heinrich von Trebra sprach davon, in den ersten Tagen des Mai 1766 angekommen zu sein. In einem Bericht vom 3. Mai führt das Oberbergamt namentlich 18 als Hörer angemeldete Personen auf. Am 5. Juli meldete ein landesherrlicher Befehl die Zulassung von 16 Stipendiaten für den mathematischen Unterricht, jeweils drei für den chemischen Unterricht, das Zeichnen und das Markscheidewesen sowie zwei für den Unterricht im Probieren. Von Charpentier wurde zum Professor ernannt und übernahm die Ausbildungen für Mathematik, Physik, Mechanik und theoretische Markscheidekunst; die chemisch-metallurgische Ausbildung wurde von Gellert übernommen. Die praktische Ausbildung der Markscheide- und Probierkunde übernahmen der Markscheider Carl Ernst Richter und der Bergwardein Johann Andreas Klotzsch. Als erster Inspektor der Sammlungen wurde der ehemalige Stipendiat Christian Hieronymus Lommer ernannt. Für die metallurgische Chemie, das Markscheidewesen und die Probierkunst war eine jährliche Begrenzung auf ein bis drei Personen festgelegt. Die Lehre begann jährlich nach Ostern.

#### Die ersten 60 Jahre
1816 wurden an der Bergakademie 12 fundirte Lehrcurse angeboten. Außerdem standen nun die Bibliothek, verschiedene Sammlungen, eine Mineralienniederlage und das 1796/97 eingerichtete chemische Laboratorium zur Verfügung. Diese Ausstattung verdankte Freiberg vor allem Abraham Gottlob Werner, der 1755 als Inspektor und Lehrer der Bergbaukunst an die Bergakademie berufen wurde. Er selbst kritisierte eine nur aus Vorlesungen bestehende Bildung und forderte praktische Lehrinhalte. Seine neue Didaktik fand breiten Anklang, weshalb viele namhafte Wissenschaftler für seine Lehren Freiberg besuchten. Zwischen 1787 und 1790 führte Christlieb Ehregott Gellert das brennstoffsparende Verfahren der Fässeramalgamation von Silbererz ein. 1794 wurde Wilhelm August Lampadius nach Freiberg berufen, der 1797 im ersten eigenen metallurgisch-chemischen Laboratorium die Lavoisiersche Sauerstoffchemie einführte und die Studenten zum eigenständigen analytischen und präparativen Arbeiten anleitete. Außerdem gelang ihm die Koksherstellung durch Entgasung von Steinkohle und Torf. Dies leitete der Übergang von der Jahrhunderte alten Verwendung von Holzkohle zur effizienteren industriellen Koks-Technologie ein.

#### Regulativ von 1829
Aufgrund sinkender Studentenzahlen, der Konkurrenz in anderen Ländern und sich verändernden Anforderungen an ein technisches Studium wurde 1829 das Regulativ für die bei der Königl. Sächsischen Bergakademie zu Freiberg zu beobachtenden Grundsätze und dieserhalb zu treffenden Einrichtungen erlassen. Es verkürzte die Lehre von drei auf vier Studienjahre (Divisionen) mit fest vorgeschriebenen Lehrveranstaltungen. An französischen Strukturen orientierend, bildeten nun alle aufgenommenen Studenten ein der Gerichtsbarkeit des Oberbergamts unterstehendes Corps. Jede Division war bei offiziellen Anlässen zum Tragen einer Uniform verpflichtet. Für die erste bzw. zweite Division (Studenten des vierten bzw. dritten Studienjahrs) bestand diese aus bergmännischem Kittel mit liegendem, rothen Kragen, Leder, Schachthut und Steigerhäkchen sowie zwei (erste Division) bzw. eine (zweite Division) goldene oder silberne Litze auf dem Stehkragen des Bergkittels. Die dritte Division (zweites Studienjahr) trug lediglich einen farbigen Aufschlag und Kragen mit Tressen. Die vierte Division waren nicht zum Tragen besonderer Kleidung berechtigt. Zudem wurden Aufnahmeprüfungen eingeführt und das erste Jahr als Probejahr eingerichtet. Dieses legte in den Fächern Mathematik, allgemeine Chemie, Oryktognosie, Geognosie, Zeichenkunst, Französisch sowie allgemeine praktische berg- und hüttenmännische Beschäftigungen die Grundlagen für die folgenden Jahre. Wer das Probejahr erfolgreich abschloss, wurde in das akademische Corps aufgenommen.
Trotz sinkender Studentenzahlen wurde die Zahl der auf Staatskosten studierenden Akademisten auf 28 beschränkt, weshalb nur acht neue Studenten pro Jahr aufgenommen werden durften. Alle anderen mussten die Ausbildung privat bezahlen. Hierdurch stieg jedoch die Anzahl sogenannter Extraneer. Hierbei handelt es sich um Studenten anderer Hochschulen, die gegen Bezahlung einzelne Lehrveranstaltungen hörten. Um eine Ausbildung dieser Extraneer zu Berg- und Hüttenleuten zu verhindern, wurden 1845 Abgangszeugnisse eingeführt, 1850 ausführliche Gutachten der Lehrer zur Beurteilung der Prüflinge und 1853 die Notwendigkeit zur Genehmigung von privaten Prüfungen und Zeugnissen seitens der Lehrer.

#### Regulativ von 1860
Bis 1860 galt das als provisorisch gedachte Regulativ von 1829 weiter. Das in diesem Jahr neu veröffentlichte Regulativ für den Besuch der Königlichen Bergakademie zu Freiberg sowie die gleichzeitige Einführung von Staatsprüfungen für den sächsischen Bergwerks- und Hüttendienst ermöglichten bisher unbekannte Freiheiten für die Studenten in der Wahl ihrer Vorlesungen. Zudem wurden nun für die Ausgabe von Stipendien erstmals Vorkenntnisse gefordert. Diese Vorgaben orientierten sich an der Entwicklung im höheren technischen Schulwesen in Deutschland und an den Kriterien und Anforderungen des 1856 gegründeten Vereins Deutscher Ingenieure (VDI). Zudem gab es nun Staatsprüfungen in vier Fachrichtungen: Bergbau, Markscheidewesen, Maschinenwesen und Hüttenwesen.
Die Konkurrenz machte der Bergakademie zusätzlich zu schaffen. Wenige Kilometer entfernt wurde 1851 die Bildungsanstalt in Dresden zur „Königlich Polytechnische Schule“ mit deutlich breiterem Lehrangebot. Nach der Gründung des Norddeutschen Bundes war der Zugang zu den österreichisch-ungarischen Montanhochschulen in Schemnitz, Leoben und Příbram zwar erschwert, der zu der bestehenden Bergakademie in Berlin und der neu errichteten in Clausthal aber erleichtert. Zusätzlich gab es Bestrebungen einer weiteren Gründung in Aachen.

#### Statut von 1872
Durch das Statut von 1860 wurden die Unterschiede zwischen Stipendiaten und auf eigene Kosten Studierenden bzw. zwischen In- und Ausländern aufgehoben. Es wurden einheitliche, niedrige Studiengebühren eingeführt und gleichzeitig den Professoren feste Gehälter zugewiesen. An die Stelle der nur für Stipendiaten zugänglichen Staatsprüfungen traten für alle Studenten mögliche Diplomprüfungen für die Fachrichtungen Markscheider, Bergingenieur, Hütteningenieur, Maschineningenieur (nur bis 1873) und Eisenhütteningenieur (ab 1877). Die Verleihung des Titels Diplom-Ingenieur war allerdings noch nicht allen Studenten zugänglich. Der Abschluss an der Bergakademie berechtigte jedoch bis in das 20. Jahrhundert hinein nicht für den Staatsdienst anderer Länder, da sie den Technischen Hochschulen nicht gleichgestellt war.

#### Lehre in der Weimarer Republik
Die Anzahl an Professuren, die es vor dem Ersten Weltkrieg gab, bliebt nach 1918 erhalten, gefolgt von einem starken Anstieg. So stieg die Zahl der ordentlichen Professoren von 17 auf 24, die der Privatdozenten von 2 auf 11 sowie der weiteren Mitarbeiter von 8 auf 22 bis zum Studienjahr 1931/32. Zudem wurden ab 1920/21 Lektoren, hauptsächlich für die Sprachausbildung der Studenten, sowie ab 1921/22 ein Sport- und Turnlehrer eingestellt. Neu entstanden verschiedene Lehrstühle: Wärmewirtschaft (1921), Volks- und Staatswirtschaftslehre (1923), Aufbereitung und Bergbaukunde (1924), Elektrometallurgie und Elektrowärme (1927), Brennstoffgeologie (1927), Gießereikunde (1927), Walzwerkskunde und Förderanlagen (1928) sowie Physik und Radiumkunde (1930). Die bewilligten Lehrstühle für Hüttenkeramik und Geophysik konnten allerdings nicht besetzt werden.
1934 sahen die neuen Bestimmungen über den preußischen Bergstaatsdienst eine Gleichstellung der beiden Bergakademien Clausthal und Freiberg vor. Nun wurden damit erstmalig die an der Bergakademie vergebenen Diplome auch außerhalb Sachsens anerkannt.

#### Lehre im Nationalsozialismus
Im Wintersemester 1933/34 wurde ein „Deutsches Semester“ als Semester „Deutscher Besinnung“ eingeführt. Hierfür gab es eine Vortragsreihe mit begleitendem Seminar, wobei Georg Stammler als Referent tätig wurde. Zudem entstand 1934 das „Presse- und Propagandaamt“ sowie 1935 das „Außeninstitut“ der Bergakademie, das zur ideologischen Schulung Vorträge und Filmvorführungen zeigte. Durch Streichungen im Staatshaushalt wurde die Professur für Angewandte Chemie für den Wegfall vorgesehen sowie der Antrag zur Errichtung einer ordentlichen Professur für Physikalische Chemie und Technische Röntgenkunde nicht weitergeleitet. 1935 richtete die Bergakademie die Fachrichtung der Gießereikunde ein, die von 1941 bis 1952 dann als Studienrichtung innerhalb der Eisenhüttenkunde wählbar war.
Im Wintersemester 1939/40 ruhte zunächst der Lehrbetrieb. Er wurde am 8. Januar 1940 wieder aufgenommen mit dem ersten Trimester. Zum 1. April 1941 erfolgte eine reichseinheitliche Studien- und Prüfungsordnung für das Geologiestudium als Dipl.-Geologe. Allerdings wurde in Freiberg kein eigenes Prüfungsamt errichtet, sodass sich alle Absolventen in Halle prüfen lassen mussten. Neben diesem Studium wurde gleichzeitig der Abschluss als Dipl.-Geophysiker und Dipl.-Metalloge mit dazugehörigen Studiengängen etabliert sowie die Studienrichtung der Verformungskunde in der Eisenhüttenkunde bis 1952 aufgenommen.

#### Lehre in der DDR
1949 fand als wissenschaftliche Jahrestagung erstmals der bis heute bestehende „Berg- und Hüttenmännische Tag“ (BHT) statt. Seit 1955 umfasst dieser auch historische Kolloquien, vom 1954 gegründeten „Institut für Geschichte des Bergbaus und Hüttenwesens“ gestützt.
In den folgenden Jahrzehnten entstanden mehrere neue Studiengänge:
- 1949: Aufbereitung (Dipl.-Ing.) und Silikathüttenkunde (Dipl.-Ing.)
- 1952: Gießereikunde (Dipl.-Ing.), Verformungskunde (Dipl.-Ing.) und Mineralogie (Dipl.-Min.)
- 1953: Gasfach (Dipl.-Ing.), Bergbau-Tagebau (Dipl.-Ing.), Bergbau-Maschinenwesen (Dipl.-Ing.) sowie Kohle und Öl (Studienrichtung der Aufbereitung)
- 1955: Ingenieurökonomie des Bergbaus (Dipl.-Ing.-Ök.) und Ingenieurökonomie des Hüttenwesens (Dipl.Ing.-Ök.)
- 1956: Chemie (Dipl.-Chem.) und Kohleveredlung (Dipl.-Ing.)
- 1959: Tiefbohrtechnik und Erdölgewinnung (Dipl.-Ing.)
- 1962: Mathematik (Dipl.-Math.)
- 1964: Elektrotechnik (Dipl.-Ing.)
- 1965: Ingenieurökonomie der Geologischen Erkundung (Dipl.-Ing.-Ök) und Verfahrenstechnik (Studienrichtung der Chemie)
- 1968: Geotechnik/Ingenieurgeologie (Dipl.-Ing.) und Verfahrenstechnik (Dipl.-Ing.)
- 1969: Ökonomische Kybernetik und Organisationswissenschaften (nur bis 1970, ohne Abschluss)
- 1973: Anorganisch-nichtmetallische Werkstoffe (Dipl.-Ing.)
- 1974: Werkstoffeinsatz (Dipl.-Ing.)
- 1976: in Kooperation mit der Ingenieurschule Erkundungsgeologie (Geologieing.) und Tiefbohrtechnologie (Tiefbohring.)

#### Promotionsrecht
1905 erhielt die Bergakademie ein Promotionsrecht für den Titel Dr.-Ing., jedoch vorläufig nur in Verbindung mit der TH Dresden. 1920 erlange sie dann das eigenständige Promotionsrecht. 1939 kam das Promotionsrecht für den Titel Dr. rer. nat. hinzu.

### Entwicklung der Struktur

#### Zugehörigkeit
Seit Gründung der Bergakademie war sie zunächst dem sächsischen Oberbergamt unterstellt. Über 100 Jahre hielt sich dieses System, bis im Januar 1869 ein neues Berggesetz in Kraft trat. Damit wurde das Direktionsprinzip aufgehoben sowie das Oberbergamt in Freiberg und die weiteren Bergämter in Freiberg, Marienberg und Schwarzenberg aufgelöst. An ihre Stelle trat ein für ganz Sachsen zuständiges und dem Finanzministerium unterstelltes neues Bergamt. Als Folge wurde von 1869 bis 1872 im sächsischen Landtag diskutiert, wie es mit der Bergakademie Freiberg weitergehen sollte. Die Vorschläge reichten von der Schließung über die Vereinigung mit Leipzig oder Dresden bis hin zum Erhalt nach grundlegender Reform. Der letzte Vorschlag setzte sich schließlich durch. In der Weimarer Republik debattierte der sächsische Landtag in Hinblick auf die Wirtschaftskrise und sinkende Studentenzahlen häufiger eine Streichung von Professuren bzw. eine teilweise bis vollständige Angliederung an die TH Dresden. Die Schließung bzw. Verlagerung an die TH Dresden wurde im Nationalsozialismus erneut angesprochen.
Von 1899 an war die Bergakademie rein formell einer Technischen Hochschule gleichgestellt. Die Rechte einer Körperschaft des öffentlichen Rechts erhielt die Bergakademie jedoch erst 1928.
1935 wurde die Verwaltung der Bergakademie dem Volksbildungsministerium Dresden unterstellt, womit die über 100-jährige Periode der Aufsicht durch das sächsische Finanzministerium endete. Ein Jahr später wurde die gesamte Bergakademie dem Ministerium unterstellt, wobei das überwiegende Personal jedoch weiterhin dem Wirtschaftsministerium zugeordnet blieb.
Zur Zeit der SBZ bzw. DDR genoss die Bergakademie eine besondere Aufmerksamkeit und Förderung durch die SED. Das lag vor allem daran, dass sie im Gebiet der SBZ die einzige unzerstörte und vollständig arbeitsfähige Hochschule nach Ende des Zweiten Weltkriegs war. Zur Unterstützung des Etats wurde sie zwischen 1950 und 1957 dem Ministerium für Schwerindustrie unterstellt.

#### Leitung der Bergakademie
1869 wurde ein dreiköpfiges „Direktorium“ etabliert. Dieses bestand aus einem Vertreter des Oberbergamts und den beiden dienstältesten Professoren. 1871 löste ein „Direktorat“ das Direktorium ab. In diesem wurde Gustav Anton Zeuner von dem Eidgenössischem Polytechnikum Zürich als erster Direktor berufen. 1872 traten dem Direktor drei weitere Mitglieder des Lehrkörpers beiseite, die gemeinsam den „akademischen Senat“ bildeten. Das „Lehrer-Collegium der ordentlichen Lehrer“ wählte jährlich die Vertreter des Lehrkörpers. Vom 1. Juni 1899 an wurde aus dem Kreis der ordentlichen Professoren durch das Professoren-Kollegium ein Rektor für eine einjährige Amtszeit gewählt und vom sächsischen König ernannt.

#### Fakultäten
1940/41 gliederte die Bergakademie ihre Institute in zwei Fakultäten: Die Fakultät für Bergbau und Hüttenwesen sowie die Fakultät für Naturwissenschaften und Ergänzungsfächer. In der DDR wurde zusätzlich die Fakultät für Gesellschaftswissenschaften errichtet.

#### Ehrenwürden und Ehrenkleidung
1906 erhielt der Rektor eine Amtskette für feierliche Anlässe und seit 1916 waren die Rektoren der Bergakademie dazu berechtigt, den Titel „Magnifizenz“ zu führen. Von 1928 an verlieh die Hochschule Ehrenbürger-, Ehrendoktor- und Ehrensenatorwürden an verdiente Förderer sowie unterstützende Politiker. Die ordentlichen Professoren durften bei feierlichen Anlässen einen schwarzen Talar mit karmesin- bis weinrotem Schulterkragen, Ärmelaufschlägen sowie Barett tragen.

#### Studentische Selbstverwaltung
In den 1880er Jahren bildete sich eine übergeordnete Organisation, der „Verband der Studenten“, dem ab 1909 verpflichtend alle Studenten angehörten. 1919 gründete sich der „Allgemeine Studentenausschuss (Asta)“. In diesem gaben bis zum Ende der Weimarer Republik die nationalkonservativen Korporationen den Ton an. Bei den Asta-Wahlen 1931 erzielten die Corps vier, die Deutsche Burschenschaft zwei sowie der Verein Deutscher Studenten einen, also gemeinsam sieben der acht Sitze.

#### Rechte von Frauen
Von 1908 an waren Frauen an der Bergakademie als Gasthörerinnen geduldet. Seit 1921 ist es auch Frauen möglich, sich als Studentinnen zu immatrikulieren.

### Entwicklung der Campus-Infrastruktur
In den ersten 137 Jahren der Lehre an der Bergakademie waren nahezu dieselben am Anfang zugewiesenen Gebäude nutzbar. Hieraus folgten 1904 bis 1906 Um- und Erweiterungsbauten in der Prüferstraße sowie der Neubau des Mineralogisch-Geologischen Instituts (heute: Werner-Bau) 1914/16. Weiterhin wurden ebenfalls um die Jahrhundertwende Altbauten aus dem Jahr 1887 in der Silbermannstraße umgebaut, die Platz für das eisenhüttenmännische Institut und das elektrotechnische Institut boten.
1913 wurden die Freiberger Schachtanlagen der „Reichen Zeche“ und der „Alten Elisabeth“ geschlossen und 1919 der Bergakademie zu Lehrzwecken überlassen. Für das in den Kriegsjahren 1917/18 konzipierte Braunkohlenforschungsinstitut entstanden auf der Reichen Zeche neue Bauten sowie 1924 ein Versuchsfeld für Berg- und Hüttenwerksmaschinen. Auf von der Stadt Freiberg zur Verfügung gestellten Grundstücken entlang der Leipziger Straße entstanden 1921/24 Neubauten für das Braunkohlenforschungsinstitut (heute: Karl-Kegel-Bau), 1926/27 für das Aufbereitungsinstitut (ebenfalls im Kegel-Bau) und 1929/30 für das Eisenhütteninstitut (heute: Ledebur-Bau). 1931 wurde das Gebäude zum Sportplatz der Bergakademie, der „akademischen Kampfbahn“ fertiggestellt. Die 1926 geplanten Errichtungen von Neubauten für die Institute der Metallurgie und Chemie wurde aufgrund der Finanzlage nicht realisiert.
In der Zeit der DDR wurde eine Vielzahl an Gebäuden errichtet: 1949/60 der Julius-Weisbach-Bau, 1950/1954 der Clemens-Winkler-Bau, 1953/56 das Institut für Tagebaukunde (heute: Helmut-Härtig-Bau), 1953/1956 der Gellert-Bau, 1954/56 das Audimax 1956/58 der Humboldt-Bau, 1956/60 das Haus Formgebung, 1956/1961 der Erich-Rammler-Bau, 1957/58 der Lampadius-Bau, 1961 das Universitätsrechenzentrum, 1961/63 der Otto-Meißer-Bau, 1961/69 das Institut für Bohrtechnik und Fluidbergbau (heute: Werner-Arnold-Bau), 1963 das Haus Metallkunde und 1987/88 das Tagebautechnikum. Zudem wurde das 1872/74 erbaute Kasernengebäude in der Lessingstraße 1953 zur Arbeiter- und Bauernfakultät.
Neben Lehr- und Forschungsgebäuden wurden 1956 bis 1959 Studentenwohnheime in der Winklerstraße, 1971 bis 1973 Wohnheime in der Agricolastraße und 1973 bis 1975 die Neue Mensa in der Agricolastraße erbaut. Gegenüber der Mensa entstand von 1977 bis 1980 die Bibliothek „Georgius Agricola“. Die 1907/08 in der Chemnitzer Straße erbaute Reithalle fungiert mittlerweile als Unisportzentrum.

### Feierlichkeiten

#### Werner-Fest 1850
Anfang März 1848 erreichten die von Frankreich ausgehenden revolutionären Unruhen Deutschland. Am 16. März kam es in Sachsen zur Bildung einer neuen Regierung, deren Reformversuche allerdings von den sich immer mehr radikalisierenden Ereignissen im Land überholt wurden. Am 1. April 1848 gründete sich in Freiberg die Männerturngemeinde, die sich kurz darauf Robert Blums Vaterlandsverein anschloss. Obmann des Vereins war der Bergakademieprofessor Bernhard von Cotta. Kurz darauf gründete Friedrich Wilhelm Gottschalk eine 18 Mann starke Turnerfreischar, die als 6. Kompagnie in die Freiberger Kommunalgarde eingegliedert wurde. Am 28. Mai etablierte sich der 25er Ausschuß der Berg- und Hüttenarbeiter sowie am 17. August der Freiberger Arbeiterverein.
Aufgrund diverser Aufstände und kriegerischer Handlungen wurde am 9. Mai 1849 durch die Regierung in Dresden ein Kriegszustand verhängt, der alle politischen Vereine und Klubs verbot, die Pressezensur wiedereinführte und alle Revolutionäre verhaftete. Am Folgetag besetzten sächsische und preußische Truppen Freiberg, und den Unterstützern der Barrikadekämpfer, worunter sich einige Bergakademisten befanden, wurde der Prozess gemacht. Hierauf folgten jedoch häufig baldige Begnadigungen oder relativ milde Strafen.
Nachdem die revolutionäre Zeit vorüber war, begann die Planung des Werner-Festes, einer dreitägigen Feier mit etwa 300 Teilnehmern zu Ehren des 100. Geburtstags Abraham Gottlob Werners vom 24. bis 26. September 1850. Hiermit wurden auch Streitigkeiten zwischen dem Oberbergamt und der Bergakademie beseitigt. Der Einfluss Freibergs und Werners ist auch an der Vielzahl von Werner-Festen in Böhmen, Mähren, Tirol, der Slowakei und weiteren erkennbar.

#### 100-jähriges Jubiläum 1866/1867
Ein dreitägiges Fest zum 100-jährigen Jubiläum war für ab dem 30. Juli 1866 geplant, 101 Jahre nach der Gründung, jedoch 100 Jahre nach dem Lehrbeginn. Am 4. Juli 1866 ging jedoch beim Oberbergamt ein Brief des Finanzministeriums ein, bei dem aufgrund „gegenwärtiger Verhältnisse“ eine Verschiebung angesetzt wurde. Mit diesen Verhältnissen war die Sorge wegen eines Konflikts gemeint, der sich zum Deutschen Krieg entwickelte. Nach der Niederlage Österreichs wurde das Königreich Sachsen am 21. Oktober 1866 Mitglied des Norddeutschen Bundes unter preußischer Bevormundung. Durch Bemühungen der Freiberger Studenten konnte vom 27. bis 29. Juli 1867 eine kleine Feier stattfinden, die allerdings keinen offiziellen Charakter haben durfte. Hierbei wurden Gedenktafeln enthüllt sowie eine von der Stadt gestiftete Fahne an die Studenten überreicht.

#### 150-jähirges Jubiläum 1916
Wie bereits das 100-jährige Jubiläum, wurde sich bei der Terminfindung an dem Beginn der Lehre 1766 orientiert und damit der Termin auf den 29. Juli 1916 festgelegt wurde. Wegen des Ersten Weltkriegs wurde auch dieses Fest deutlich kleiner als geplant gefeiert. Mehr als die Hälfte der Professoren, Dozenten und Assistenten sowie fast alle deutschen Studenten hatten sich zum Kriegsdienst gemeldet. Von den ca. 200 ausländischen Studenten blieben nur wenige. Zum Lehrbeginn im Oktober 1918 waren nur wenige nichtkriegsfähige, vorläufig zurückgestellte und verwundete Studenten anwesend. Die Ehrentafel der Festschrift führt 27 im Krieg gefallene Studenten und einen gefallenen Professor auf. Bis zum Kriegsende fielen weitere 26 Studenten und ein Assistent. Zum reduzierten Festakt waren sowohl der sächsische König Friedrich August III. als auch der sächsische Finanzminister Ernst von Seydewitz anwesend.

#### Während der Weimarer Republik
Während der Weimarer Republik wurden jährlich am 18. Januar der Reichsgründungstag als Dies academicus, anfänglich auch am 11. August der Verfassungstag und am 11. November das Gedenken an die Schlacht bei Langemarck gefeiert. Erstmals am Faschingsdienstag 1925 wurde von den Freiberger Studenten das „Bergbier“ gefeiert, was sich bald zu einer regelmäßigen, im Festsaal des Freiberger Tivolis stattfindenden Feier zu Ehren der heiligen Barbara entwickelte. Auch gab es viele einmalige Feiern, wie das Gefallenengedenken am 8. Februar 1919 anlässlich der Begrüßung der Rückkehr der Angehörigen der Bergakademie aus dem Krieg, die Trauerkundgebung für den ermordeten Reichsaußenminister Walther Rathenau am 3. Juli 1922.

#### 170-jähriges Jubiläum 1935
Die letzte traditionelle Rektoratsübergabe fand am 13. November 1933 statt. Ein Jahr später wurde erstmalig die von den Nationalsozialisten geschaffene „Jahresfeier der Bergakademie“ vollzogen. Der Ablauf und die Festreden sollten im Zeichen der Einordnung Freibergs in die nationalsozialistische Politik stehen. Hierbei wurde auch das neue Kameradschaftshaus des Studentenwerks eingeweiht. Die Feste bezogen sich nun nicht mehr auf den Beginn der Lehre, sondern auf den Gründungstag 1765. Entsprechend folgte ein Jahr später am 13. November 1935 die Feier zum 170-jährigen Jubiläum. Vom Giebel des Braunkohlenforschungsinstituts wehten neben traditioneller Dekoration Hakenkreuzfahnen und von der Wand blickte eine Büste Adolf Hitlers. Das Orchester des Stadttheaters eröffnete die Feier, gefolgt von einem Einmarsch der Fahnen der Bergakademie und der Studentenschaft. Danach schlossen sich Reden des Rektors Johannes Madel, des sächsischen Ministers für Wirtschaft und Arbeit Georg Lenk und des Reichsrohstoffkommissars Johann Puppe an. Zudem waren weiterer Gäste aus Ministerien, der Wissenschaft und der Wehrmacht anwesend. Aufgrund des Kriegs fanden 1939 und 1940 keine Feiern statt und damit auch keine zum 175-jährigen Bestehen.

#### 200-jähriges Jubiläum 1965
Vom 9. bis 14. November 1965 fanden die „Montanwissenschaftlichen Festtage“ statt, die mit dem Gründungstag am 13. November, einem dazugehörigen Festakt sowie einer Festrede Walter Ulbrichts ihren Höhepunkt erreichten. Zudem wurden an mehreren Orten in der Stadt verteilt Gedenktafeln für Begründer, berühmte ehemalige Gelehrte und Schüler der Bergakademie enthüllt sowie die Sonderausstellung „Die Bergakademie Freiberg – Tradition und Zukunft“ durch Ernst-Joachim Gießmann und Kurt Ebert eröffnet. Zu den Fachvorträgen am 10., 11., 16. und 17. November waren 61 Referenten geladen, 22 von der Bergakademie, 8 aus anderen Bereichen der DDR, 16 aus dem sozialistischen und 15 aus dem kapitalistischen Ausland. Von letzterem waren acht Referenten aus Westdeutschland.

### Studentenzahlen (1805 bis 1943)
1805 waren 70 Studenten immatrikuliert. Aufgrund der kriegerischen Ereignisse der napoleonischen Ära sank die Zahl deutlich auf 26. Insgesamt schrieben sich bis 1816 804 Studenten ein, darunter 503 aus Sachsen, 205 aus dem Rest Deutschlands, 93 aus dem europäischen und drei aus dem nichteuropäischen Ausland, wobei der Anteil sächsischer Studenten von 1770 88 % auf 48 % 1810 sank. Zu Beginn der 1820er Jahre verzeichnete die Bergakademie wieder stark fallende Studentenzahlen. In den 1830er Jahren studierten ungefähr 75 Personen dort, wobei 1834 mit 14 und 1838 mit 19 Neueinschreibungen Tiefpunkte markierten.
Im Rahmen des Werner-Fests 1850 wurde durch von Cotta ein Verzeichnis aller bisher 1.681 Studenten aufgestellt. Von diesen kamen 981 aus Sachsen, 464 aus den übrigen deutschen Staaten, 203 aus Europa und 33 aus Übersee. Von 1801 bis 1850 gab es durchschnittlich nur 23 Neueinschreibungen pro Jahr. 1866 waren etwa 150 Bergakademisten gleichzeitig immatrikuliert und bis dahin gesamt 2.465. Von diesen kamen 1.225 aus Sachsen, 782 aus den übrigen deutschen Staaten, 326 aus Europa und 132 nicht aus Europa. Nach dem großen Anstieg der 1860er Jahre, mit beispielhaft 105 Studenten 1865/66, folgte nun jedoch ein starker Abfall, sodass 1870/71 nur noch 56 Studenten immatrikuliert waren, wobei nur sieben aus Sachsen kamen.
Der Anteil nicht-deutscher Studenten stieg in der Dekade 1901 bis 1910 auf 60 Prozent an. Im Studienjahr 1908/09 war damit ein neuer Spitzenwert von 486 Studenten erreicht. Auch im Vorkriegsjahr 1913/14 waren noch 432 Studenten immatrikuliert. Von diesem Immatrikulationsjahrgang verlor die Bergakademie ca. 15 Prozent durch den Ersten Weltkrieg. Nach dem kriegsbedingten Einbruch kam es ab 1918/19 zu einem Anstieg auf insgesamt 692 eingeschriebene Studenten im Studienjahr 1923/24. In den Folgejahren normalisierten sich die Zahlen ähnlich zu denen vor dem Krieg, bis sie allerdings aufgrund der Weltwirtschaftskrise bis zum Studienjahr 1932/33 auf nur noch 192 Studenten abfiel. Das Gesetz gegen die Überfüllung deutscher Schulen und Hochschulen von 1933 führte zu einem erneuten Tiefpunkt mit nur noch 117 eingeschriebenen Studenten 1937/38. Durch eine Zustrom „befreundeter“ Staaten stieg die Zahl bis 1942/43 wieder auf 227.

### Studentische Verbindungen und Vereine (1794 bis 1925)
In der zweiten Hälfte des 18. Jahrhunderts formierte sich der erste studentische Orden, der „Orden der Erzgebirger“. Hieraus resultierten die 1794 erlassenen „Verhaltensregeln“ Werners, die in 60 Paragraphen das Verhalten der Bergakademisten in Studium und Freizeit regelten. Die nächsten Regeln dieser Art wurden 1831 vom Oberbergamt verhangen. 1839 erfolgte eine überarbeitete Fassung.
Im November 1798 entstand eine erzgebirgische Landsmannschaft sächsischer Stipendiaten, die später den Namen Montania annahm (Corpshaus: Hospitalweg 1) und das zweitälteste Corps Deutschlands sind. Kurz darauf gründete eine Gruppe von Studenten überwiegend aus Bayern und Thüringen die Verbindung Franconia (Corpshaus: Annaberger Straße 4). 1817 wurde die Montania unter Beschlagnahme ihres Eigentums aufgelöst und im März 1821 erneut gegründet. Von ihr spaltete sich von 1832 bis 1835 das Corps Oreania ab. 1837 wurde die Montania aus politischen Gründen verboten, lebte jedoch in der Franconia weiter und wandelte sich 1841 wieder in das Corps Montania zurück. Vom Dezember 1822 bis zum Frühjahr 1824 bestand trotz der Karlsbader Beschlüsse eine die Farben schwarz-rot-gold tragende Burschenschaft Germania, die sich aber nicht durchsetzen konnte. Im März 1838 wurden durch aus Jena gekommene Studenten das Corps Frankonia gegründet. 1841 bildeten beide Corps den Senioren-Convent zu Freiberg. Im November 1842 wurde das Corps Saxo-Borussia (Corpshaus: Weisbachstraße 20) und im November 1844 das Corps Franko-Montania gegründet.
Aufgrund diverser Streitigkeiten dieser Corps wurde nach Forderung des Oberbergamts 1843 ein Karzer eingerichtet, der bis 1872 in Nutzung blieb. Trotz dieser Disziplinarmaßnahmen eskalierte die Situation 1844 aufgrund von Rangstreitigkeiten mit dem Offizierskorps des leichten sächsischen Reiterregiments. Der Konflikt mündete in einem Pistolenduell am 30. Januar 1845 und dem Tod des Bergakademisten und Corpsstudenten Ludwig Graf von Dembinski. 50 der 64 Studierenden unterzeichneten eine durch die Bergakademie verbotene Verrufserklärung gegen das Offizierskorps. Die russischen Studenten verließen aus Protest Freiberg. Aufgrund der Verweigerung der Rücknahme dieser Verrufserklärung ließ das sächsische Finanzministerium die Bergakademie am 17. Februar 1845 bis zum Beginn des Sommersemesters schließen. Die Studenten, die ihre Unterschrift zurückzogen, durften weiterstudieren. Alle anderen wurden ohne Verhandlung der Bergakademie verwiesen. Das Corps Franko-Montania wurde verboten.
1847 folgte das Verbot auch des Corps Saxo-Borussia. Im Frühjahr 1848 entstanden zwei neue Verbindungen: das Corps Frankonia und die schwarz-weiß-gold tragende Burschenschaft Allemania, die aufgrund ihres aufständischen Verhaltens 1850 verboten wurde. Im Sommersemester 1849 existierte für kurze Zeit das Corps Saxonia. Ende 1851 bestanden wieder die Corps Frankonia und Montania. Sie bildeten 1856 einen Seniorenconvent. 1860 gründete sich Saxo-Borussia erneut und 1867 das Corps Teutonia (Corpshaus: Nonnengasse: 35), wodurch der Seniorenconvent erneuert werden konnte
Seit 1856 bestand ein Zusammenschluss ausländischer Studenten, der „Anglo-American Club“, der sich 1914 mit dem Ausbruch des Ersten Weltkriegs auflöste. 1863 gründete sich der Verein „Freiberger Nichtverbindungsakademiker“ und 1874 ein aus ausländischen Studenten bestehender Verein „Vorwärts“, von dem sich nur ein Jahr später der wissenschaftliche Verein „Glückauf“ abspaltete, der sich 1898 zur Burschenschaft erklärte (Haus: Beethovenstraße 7). Aus dem Verein Vorwärts ging 1899 die freischlagende Verbindung „Vandalia“ hervor (Haus: Mönchsstraße 15).
1888 wurde der Slawische Studentenverein gegründet, der sich 1903 auflöste.
1902 wurde die farbtragende, freischlagende Verbindung „Gothia“ gegründet, die sich 1908 in eine Turnerschaft umwandelte. Zwischen 1905 und 1912 entstanden für die Burschenschaft Glückauf sowie für die Corps Franconia, Teutonia, Montania und Saxo-Borussia studentische Verbindungshäuser.
Zwischen 1919 und 1920 engagierten sich neben 114 Studenten auch jeweils vier Professoren und Assistenten im „Zeitfreiwilligen-Bataillon Freiberg“, das sich gegen Kommunisten und Spartakisten richtete.
Im Juli 1925 gründete sich der Verein „Freiberger Studentenhilfe“, die die Grundlage für das heutige Studentenwerk Freiberg war.
Zur Reduzierung des Einflusses der studentischen Verbindungen und ihrer Alt-Herren-Verbände wurde im Juni 1933 die Arbeitsdienstpflicht erlassen, im Januar 1934 die Zwangsmitgliedschaft neuimmatrikulierter Studierender in Wohnkameradschaften sowie im Februar 1934 die Verpflichtung zum Dienst in der SA. 1938 erhielt diese  Kameradschaft den Namen „Theodor Körner“. 1936 avancierte der NS-Studentenbund zur alleinigen Vertretung der Studierenden, gefolgt von der Auflösung aller Kooperationen 1937. Das bislang der studentischen Verbindung Saxo-Borussia gehörende Verbindungshaus wurde von der Gesellschaft der Freunde der Bergakademie gekauft und am 13. November 1937 feierlich der Bergakademie im Rahmen ihrer Gründungsfeier als Gemeinschaftshaus „Weisbachhaus“ übergeben. Zum Wintersemester 1938/39 entstand aufgrund steigender Immatrikulationszahlen und der Aufnahme 15 „sudetendeutscher Kameraden“ von der Montanhochschule Příbram eine zweite Kameradschaft des NS-Studentenbundes gegründet.

### Zwischen 1933 und 1945

#### Wirkung von Gesetzen und Verordnungen
Mit den am 3. April 1935 in Kraft getretenen „Richtlinien zur Vereinheitlichung der Hochschulverwaltung“ wurde die Bergakademie wie alle anderen deutschen Hochschulen dem Reichsministerium für Wissenschaft, Erziehung und Volksbildung unter Bernhard Rust unterstellt. Im Juli 1935 wurde der NS-Dozentenbund als Vertretung der nationalsozialistischen Hochschullehrer gegründet. An der Bergakademie vollzog sich dieser Machtwechsel reibungslos. Aufgrund der angekündigten Wiederaufnahme des sächsischen Erzbergbaus schien eine der größten Probleme der Bergakademie seit Beginn des 20. Jahrhunderts beseitigt zu sein. Entsprechend war die Zustimmung seitens der Angehörigen der Universität zur neuen Regierung groß.

#### Personelle Folgen der Rassengesetze
Von den politisch und rassistisch bedingten Säuberungen waren nur wenige Angehörige der Bergakademie betroffen. Etatmäßige jüdische Professoren und Dozenten sowie jüdische Studierende gab es bereits seit 1933 keine mehr. Bekannt ist lediglich der Student F., der 1935 als „Halbjude“ zunächst nur als Hörer zugelassen wurde, 1937 seine Diplomvorprüfung ablegte, dann aber 1941 aus rassistischen Gründen sein Studium nicht fortsetzen durfte.
Im April 1933 erhielt der jüdische Chemieingenieur und Angestellte des Braunkohlenforschungsinstituts Erwin Wallerstein seine Entlassung. Ebenfalls 1933 wurde der Bibliothekar Dr. Siegfried Jakobartl aufgrund seiner SPD-Mitgliedschaft entlassen, jedoch 1939 wieder eingestellt. Auf Drängen des NS-Studentenbunds wurde im September 1933 der Direktor des Mathematischen Instituts, Professor Friedrich Adolf Willers beurlaubt. Er wurde daraufhin 1934 emeritiert und wechselte danach an die TH Dresden, wo er 1944 den Lehrstuhl für Angewandte Mathematik erhielt. Im Mai 1934 wurde dem Privatdozenten und Patentanwalt Dr. Armand Mestern, der sich 1931 an der Bergakademie habilitiert hatte, aufgrund der neuen „arischen“ Habilitationsordnung die Lehrbefähigung entzogen. Als letzte Entlassung ist die von Professor Fritz Seidenschnur 1935 bekannt. Seit 1921 war er Lehrstuhlinhaber für Wärmewirtschaft und Direktor der Wärmewirtschaftlichen Abteilung des Braunkohlenforschungsinstituts Freiberg. Die genauen Gründe für die Entlassung sind unklar, es waren offenbar Intrigen seiner eigenen, der NSDAP angehörigen Mitarbeiter.

#### Nationalsozialistische Gruppen
Die Basis der NSDAP war an der Bergakademie zum Zeitpunkt der Machtergreifung schwach, da nur fünf Professoren bereits vor 1933 Mitglied der Partei waren. Der NS-Studentenbund wurde, trotz der 1922 vom Freiberger Studenten Karl-Friedrich Kolbow gegründeten NSDAP-Ortsgruppe Freiberg, ebenfalls erst 1933 gegründet. Daher fand auch im Mai/Juni 1933 keine Bücherverbrennung statt. Die vom Sächsischen Finanzministerium am 3. März 1934 erlassene „Vorläufige Regelung der Verfassung der Bergakademie Freiberg“ sah für die Zusammensetzung des Senats neben einem Vertreter der Studierendenschaft lediglich einen Vertreter des SA-Hochschulamts vor. Beide wurden vom Führer des SA-Hochschulamts und der Studierendenschaft im Einvernehmen mit dem Rektor ernannt.
Die NSDAP konnte ihre Position in der Professorenschaft nur mühsam stärken. So wurden 1933 mit Friedrich Schumacher und 1935 mit Johannes Madel keine Parteimitglieder in das Amt des Rektors gewählt. Jedoch lag aufgrund der Fächerkultur der Bergakademie kein besonderer Fokus auf eine Veränderung, weshalb die Parteiführung zurückhaltend agierte. Unterstützend für den Einfluss der NSDAP wirkte sich die Berufung des eingefleischten Parteimitglieds Robert Höltje 1934 auf die Professur für Anorganische Chemie und seiner Wahl zum Rektor 1937, die Berufung von Willy Bielenberg 1936 auf die Professur für Organische Chemie sowie die Ernennung von Kurt Säuberlich 1935 zum NS-Dozentenbundsführer und Leiter der Dozentenschaft aus. Nach Höltje gehörten auch die folgenden Rektoren der NSDAP an. 1937 stellten erstmals NSDAP-Mitglieder die Mehrheit der Hochschullehrerschaft.

### Zwischen 1945 und 1990

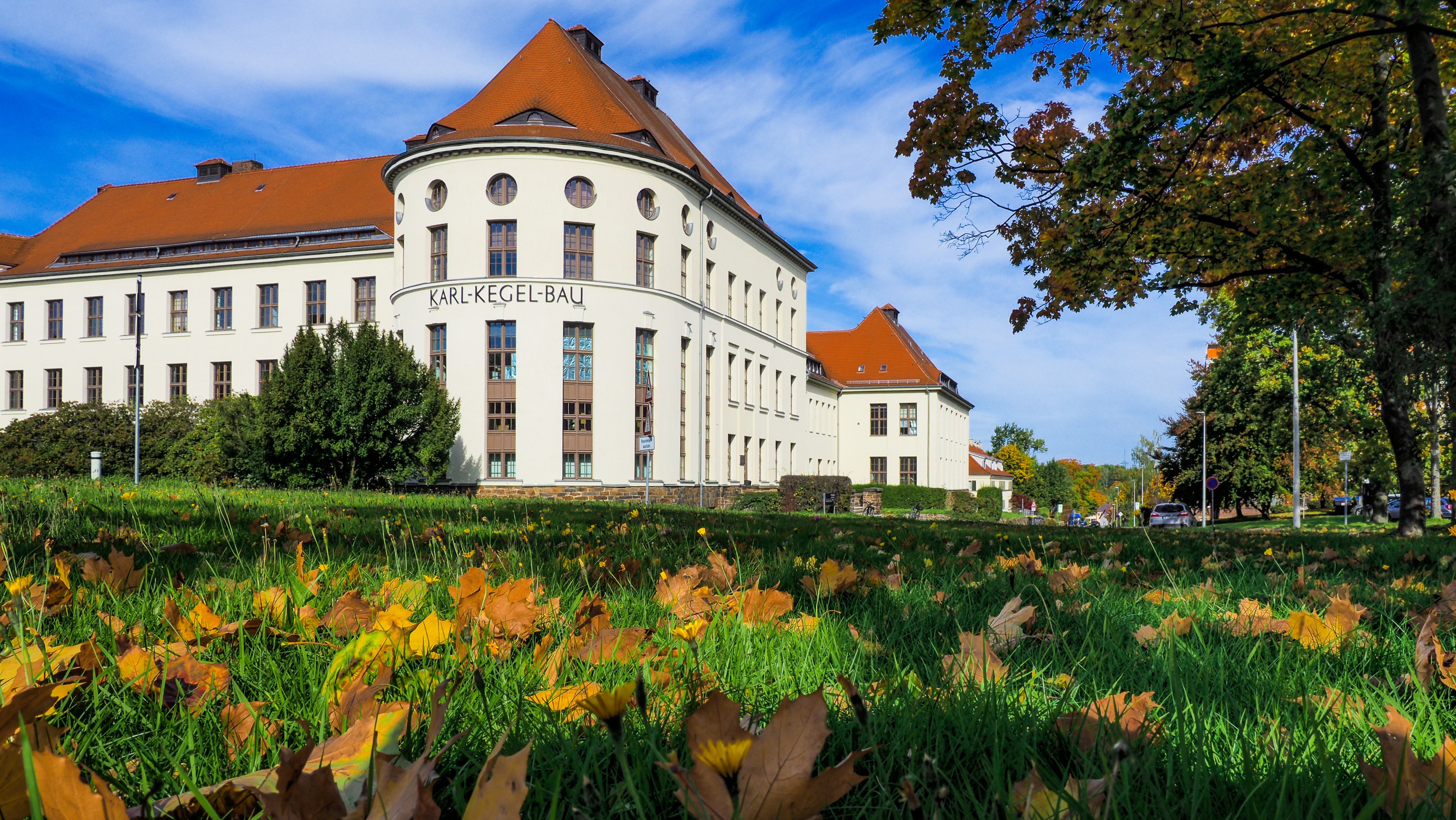
Karl-Kegel-Bau auf dem Campus der TU Bergakademie Freiberg

Für den Aufbau der Grundstoffindustrie in der Zeit nach dem Zweiten Weltkrieg nahm die Bergakademie den Lehr- und Forschungsbetrieb rasch wieder auf. Die Neueröffnung erfolgte am 8. Februar 1946. Die Hochschule erfuhr einen bedeutenden Ausbau ihrer räumlichen Kapazitäten. Damit einher gingen eine Aufstockung des Personalbestandes sowie die Ausweitung der Kapazitäten in Forschung und Lehre. Das Lehrangebot veränderte sich durch die Einrichtung neuer Studiengänge.
Mit der Einrichtung einer Vorstudienanstalt kurz nach der Neueröffnung sollten den Teilen der Bevölkerung, die nicht zum privilegierten Bürgertum zählten, durch die Nachqualifizierung mit dem Abitur der Zugang zur Bergakademie ermöglicht werden. Besonderer Fokus lag dabei auf den Berg- und Hüttenarbeitern, die im Anschluss das Studium der Diplomingenieure aufnahmen. Am 1. September 1949 bildete sich aus der Vorstudienanstalt die Arbeiter-und-Bauern-Fakultät der Bergakademie Freiberg.

### Seit 1990
Im Zuge der deutschen Wiedervereinigung wurde die bauliche wie rechtliche Infrastruktur der Bergakademie zu großen Teilen neu gestaltet. Als erste ostdeutsche Hochschule wurde sie Mitglied der Deutschen Forschungsgemeinschaft (DFG). Da die Wirtschaftswissenschaften rasch an Bedeutung gewannen, wurde in den 1990er Jahren eine neue wirtschaftswissenschaftliche Fakultät mit 15 Professuren aufgebaut.
Die Universität entwickelte auch Kompetenze im Bereich der Halbleiterforschung, was dazu führte, dass sich in den letzten Jahren Unternehmen der Halbleiterindustrie (Siltronic AG, Freiberger Compound Materials GmbH), der Solarindustrie (Meyer Burger Technology AG) und der Lithium-Ionen-Batterieproduktion (JT Energy Systems) in Freiberg angesiedelt haben.
Im März 1993 erfolgte die Umbenennung in Technische Universität Bergakademie Freiberg.

## Profil
Mit ihrem Beinamen der Ressourcenuniversität definiert sich ein Großteil des Profils. Der Fokus liegt auf der Rohstoff-Wertschöpfungskette. Diese umfasst den Umgang mit natürlichen Rohstoffen von der Erkundung, über die Gewinnung, Aufbereitung und Verarbeitung bis zum Recycling. Zudem geht um die Schließung von Energie- und Stoffkreisläufen durch Umwelt- und Klimaschutz, effiziente Nutzung knapper Rohstoffe sowie nachhaltige Bereitstellung von Energie.

## Organisation
Die Technische Universität Bergakademie Freiberg hat nach ihrer Grundordnung als zentrale Organe der Hochschule eingerichtet: Rektorat, Senat, Erweiterten Senat sowie Hochschulrat.
Dem Rektorat gehören neben dem Rektor und dem Kanzler drei Prorektoren an, die nebenberuflich tätig sind. Diese verantworten die Bereiche Bildung und Qualitätsmanagement in der Lehre; Forschung, Internationales und Transfer sowie Nachhaltigkeit und Kommunikation.
Es gibt sechs Fakultäten:
1. Fakultät für Mathematik und Informatik
2. Fakultät für Chemie, Physik und Biowissenschaften
3. Fakultät für Geowissenschaften, Geotechnik und Bergbau
4. Fakultät für Maschinenbau, Verfahrens- und Energietechnik
5. Fakultät für Werkstoffwissenschaft und Werkstofftechnologie
6. Fakultät für Wirtschaftswissenschaften

## Studium
Im Wintersemester 2024/25 waren 4.383 Studierende eingeschrieben, davon 74 % in MINT-Fächern, 58 % aus dem Ausland und 35 % weibliche Studierende.
Das Angebot umfasst 68 Studiengänge, darunter 17 Bachelor-, 38 Master-, 10 Diplom- und 2 Aufbaustudiengänge sowie das WIN-Orientierungsstudium (Stand: WS 2024/25). Die Studiengänge verteilen sich wie folgt auf die angebotenen Studiengebiete:
- Mathematik, Informatik und Naturwissenschaften: 13 Studiengänge
- Geowissenschaften und Geo-Ingenieurwesen: 15 Studiengänge
- Ingenieur- und Materialwissenschaften: 26 Studiengänge
- Wirtschafts- und Rechtswissenschaften: 13 Studiengänge

Zudem bietet die TU Bergakademie deutschlandweit einzigartige Studiengänge an. Dazu zählen beispielsweise Angewandte Naturwissenschaft, Industriearchäologie, Markscheidewesen als Teil des Studiengangs Geoingenieurwesen oder der Diplomstudiengang Chemie.

### Bachelorstudiengänge
| Studiengang                                   | Abschluss | Regelstudienzeit | Sprache | Fakultät | Besonderheiten |
| --------------------------------------------- | --------- | ---------------- | ------- | -------- | --- |
| Additive Fertigung                            | B. Sc.    | 7 Semester       | deutsch | 4        | |
| Angewandte Informatik                         | B. Sc.    | 6 Semester       | deutsch | 1        | Anwendungsfächer: Energie / Engineering / Geo / Material / Mathematik / Umwelt / Wirtschaft |
| Angewandte Naturwissenschaft                  | B. Sc.    | 6 Semester       | deutsch | 2        | |
| Betriebswirtschaftslehre                      | B. Sc.    | 6 Semester       | deutsch | 6        | Vertiefungen: Finance, Accounting & Taxation / Management Studies / Production & Information Management / Resource Management & Economics |
| Business and Law                              | LL. B.    | 8 Semester       | deutsch | 6        | Vertiefungen: Accounting und Finance / Energie- und Ressourcenwirtschaft / Information Management / Management und Marketing / Privates Wirtschaftsrecht / Production Engineering und Management |
| Chemie                                        | B. Sc.    | 6 Semester       | deutsch | 2        | |
| Engineering                                   | B. Sc.    | 7 Semester       | deutsch | 4        | Teilstudiengänge: Energietechnik / Maschinenbau / Responsible Production and Consumption Technologie und Anwendung nichtmetallischer Werkstoffe / Umwelttechnik / Verfahrenstechnik und Chemieingenieurwesen |
| Geoinformatik und Geophysik                   | B. Sc.    | 6 Semester       | deutsch | 3        | |
| Geologie/Mineralogie                          | B. Sc.    | 6 Semester       | deutsch | 3        | |
| Gießereitechnik                               | B. Sc.    | 7 Semester       | deutsch | 5        | |
| Industriearchäologie                          | B. Sc.    | 6 Semester       | deutsch | 6        | |
| Materialwissenschaft und Werkstofftechnologie | B. Sc.    | 7 Semester       | deutsch | 5        | Studienrichtungen: Gießereitechnik / Nichteisenmetallurgie / Stahltechnologie / Umformtechnik / Werkstofftechnik / Werkstoffwissenschaft |
| Mathematik                                    | B. Sc.    | 6 Semester       | deutsch | 1        | Anwendungsfächer: Engineering / Informatik / Wirtschaft |
| Space Resources – Weltraumtechnologien        | B. Sc.    | 7 Semester       | deutsch | 3        | |
| Umweltsystemwissenschaften – Geoökologie      | B. Sc.    | 6 Semester       | deutsch | 3        | |
| Wirtschaftsingenieurwesen                     | B. Sc.    | 7 Semester       | deutsch | 6        | technische Studienrichtungen: Gießereitechnik / Infrastrukturmanagement / Keramik, Glas, Baustoffe / Maschinenbau, Profil Energie / Maschinenbau, Profil Maschinen und Anlagen / Nichteisenmetallurgie / Rohstoffgewinnung, Profil Tagebau und Tiefbau / Rohstoffgewinnung, Profil Tiefbohrtechnik, Erdöl, Erdgas / Stahltechnologie / Umformtechnik / Verfahrenstechnik / Werkstofftechnik |
| Wirtschaftsmathematik                         | B. Sc.    | 6 Semester       | deutsch | 1        | |

### Masterstudiengänge
| Studiengang                                                   | Abschluss | Regelstudienzeit | Sprache  | Fakultät | Besonderheiten |  |
| ------------------------------------------------------------- | --------- | ---------------- | -------- | -------- | --- |  |
| Additive Fertigung                                            | M. Sc.    | 3 Semester       | deutsch  | 4        | |  |
| Advanced Materials Analysis                                   | M. Sc.    | 4 Semester       | englisch | 5        | |  |
| Advanced Mineral Resources Development                        | M. Sc.    | 4 Semester       | englisch | 3        | |  |
| Angewandte Informatik                                         | M. Sc.    | 4 Semester       | deutsch  | 1        | Anwendungsfächer: Energie / Engineering / Geo / Material / Umwelt / Wirtschaft |  |
| Angewandte Naturwissenschaft                                  | M. Sc.    | 4 Semester       | deutsch  | 2        | Vertiefungen: Festkörperphysik / Halbleitertechnik und Photovoltaik / Theorie der Elektronenstruktur von Materialien / Umwelt – Biotechnologie – Analytik |  |
| Applied Geoscience                                            | M. Sc.    | 4 Semester       | englisch | 3        | Schwerpunkte: Computational and Mathematical Geoscience / Environmental Geoscience / Groundwater Resources / Tectonics and Structural Geology |  |
| Betriebswirtschaftslehre                                      | M. Sc.    | 4 Semester       | deutsch  | 6        | Vertiefungen: Accounting und Finance / Energie- und Ressourcenökonomik / Information Management / Marketing und Management / Production Engineering und Management / Taxation und Law |  |
| Chemical Engineering                                          | M. Sc.    | 4 Semester       | englisch | 4        | |  |
| Chemie                                                        | M. Sc.    | 4 Semester       | deutsch  | 2        | Schwerpunkte: Anorganisch-organische Synthese, Physikalisch-analytische Methoden, Technisch-industrielle Anwendungen, Umweltchemie und Biotechnologie. |  |
| Computational Materials Science                               | M. Sc.    | 4 Semester       | englisch | 4        | |  |
| Data Literacy und Business Analytics                          | M. Sc.    | 4 Semester       | deutsch  | 6        | |  |
| Energie- und Ressourcenwirtschaft                             | M. Sc.    | 4 Semester       | deutsch  | 6        | Vertiefungen: Energie- und Ressourcenökonomik / Energie-, Rohstoff- und Umweltmanagement |  |
| Energietechnik                                                | M. Sc.    | 3 Semester       | deutsch  | 4        | Schwerpunkte: Elektrische Energietechnik / Nachhaltige Gastechnik / Regenerative Energietechnik |  |
| Geoinformatik                                                 | M. Sc.    | 4 Semester       | deutsch  | 3        | |  |
| Geomatics for Mineral Resource Management                     | M. Sc.    | 4 Semester       | englisch | 3        | Vertiefungen: Geomatics for Mineral Resource Management / Mine Surveying |  |
| Geoökologie                                                   | M. Sc.    | 4 Semester       | deutsch  | 3        | Schwerpunkte: Biogeochemical Analytics / Climate and Atmospheric Research / Ecosystem and Landscape Management / Environmental and Geobiological Technology / Environmental Engineering Geology / Hydrogeology / Hydropedology / Land and Water Scapes                                                           |  |
| Geophysik                                                     | M. Sc.    | 4 Semester       | deutsch  | 3        | |  |
| Geothermie                                                    | M. Sc.    | 3 Semester       | deutsch  | 3        | |  |
| Geowissenschaften                                             | M. Sc.    | 4 Semester       | deutsch  | 3        | Schwerpunkte: Hydrogeologie / Ingenieurgeologie / Lagerstättenlehre / Mineralogie / Sedimentologie/Paläontologie / Tektonik/Strukturgeologie |  |
| Gießereitechnik                                               | M. Sc.    | 3 Semester       | deutsch  | 5        | |  |
| Groundwater Management                                        | M. Sc.    | 4 Semester       | englisch | 3        | |  |
| Industriekultur                                               | M. Sc.    | 4 Semester       | deutsch  | 6        | |  |
| International Business and Resources in Emerging Markets      | MBA       | 4 Semester       | deutsch  | 6        | Spezialisierungen: International Business / Resources and Environment |  |
| Keramik, Glas- und Baustofftechnik                            | M. Eng.   | 3 Semester       | deutsch  | 4        | Schwerpunkte: Bauphysik und Trockenmörteltechnologie / Hochtemperaturanwendungen und Feuerfest / Oberflächenveredelung von Glas |  |
| Maschinenbau                                                  | M. Sc.    | 3 Semester       | deutsch  | 4        | Schwerpunkte: Aufbereitungs- und Gewinnungsmaschinen / Berechnung und Simulation / Elektromobilität und Automatisierung / Konstruktion und Fertigung / Thermofluiddynamik |  |
| Materialwissenschaft und Werkstofftechnologie                 | M. Sc.    | 3 Semester       | deutsch  | 5        | Studienrichtungen: Gießereitechnik / Nichteisenmetallurgie / Stahltechnologie / Umformtechnik / Werkstofftechnik / Werkstoffwissenschaft |  |
| Mathematics for Data and Resource Sciences                    | M. Sc.    | 4 Semester       | englisch | 1        | |  |
| Mechanical and Process Engineering                            | M. Sc.    | 4 Semester       | englisch | 4        | |  |
| Metallic Materials Technology                                 | M. Sc.    | 4 Semester       | englisch | 5        | Vertiefungen: Gießereitechnik / Nichteisenmetallurgie / Stahlerzeugung / Umformtechnik |  |
| Nanotechnologie                                               | M. Sc.    | 4 Semester       | deutsch  | 5        | |  |
| Sustainable and Innovative Natural Resource Management        | M. Sc.    | 4 Semester       | englisch | 2        | |  |
| Sustainable Mining and Remediation Management                 | M. Sc.    | 3 Semester       | englisch | 3        | |  |
| Technikrecht                                                  | LL. M.    | 4 Semester       | deutsch  | 6        | |  |
| Technology and Application of Inorganic Engineering Materials | M. Sc.    | 4 Semester       | deutsch  | 4        | |  |
| Umwelttechnik                                                 | M. Sc.    | 3 Semester       | deutsch  | 4        | |  |
| Verfahrenstechnik und Chemieingenieurwesen                    | M. Sc.    | 3 Semester       | deutsch  | 4        | |  |
| Wirtschaftsingenieurwesen                                     | M. Sc.    | 4 Semester       | deutsch  | 6        | technische Studienrichtungen: Keramik, Glas, Baustoffe / Maschinenbau, Profil Maschinen und Anlagen / Nichteisenmetallurgie / Rohstoffgewinnung, Profil Tagebau und Tiefbau / Rohstoffgewinnung, Profil Tiefbohrtechnik, Erdöl, Erdgas / Stahltechnologie / Umformtechnik / Verfahrenstechnik / Werkstofftechnik |  |
| Wirtschaftsmathematik                                         | M. Sc.    | 4 Semester       | deutsch  | 1        | |  |

### Diplomstudiengänge
| Studiengang                                   | Abschluss   | Regelstudienzeit | Sprache | Fakultät | Besonderheiten |
| --------------------------------------------- | ----------- | ---------------- | ------- | -------- | --- |
| Angewandte Mathematik                         | Dipl.-Math. | 9 Semester       | deutsch | 1        | Anwendungsfächer: Angewandte Naturwissenschaften / Energie / Geo / Kommunikationstechnologien / Material / Umwelt / Wirtschaftswissenschaften |
| Chemie                                        | Dipl.-Chem. | 10 Semester      | deutsch | 2        | Schwerpunkte: Anorganisch-organische Synthese, Physikalisch-analytische Methoden, Technisch-industrielle Anwendungen, Umweltchemie und Biotechnologie. |
| Geoingenieurwesen                             | Dipl.-Ing.  | 10 Semester      | deutsch | 3        | Studienrichtungen: Bergbau, Profil Grubenwasser / Bergbau, Profil Rohstoffgewinnung / Geoenergiesysteme / Geomonitoring und Markscheidewesen, Profil Bergbau / Geomonitoring und Markscheidewesen, Profil Geoenergiesysteme / Geomonitoring und Markscheidewesen, Profil Geotechnik / Geotechnik |
| Keramik, Glas- und Baustofftechnik            | Dipl.-Ing.  | 10 Semester      | deutsch | 4        | |
| Maschinenbau                                  | Dipl.-Ing.  | 10 Semester      | deutsch | 4        | Studienschwerpunkte: Aufbereitungs- und Gewinnungsmaschinen / Berechnung und Simulation / Dezentrale und regenerative Energieanlagen / Elektromobilität und Automatisierung / Konstruktion und Fertigung / Nachhaltige Gas- und Thermoprozesstechnik / Thermofluiddynamik |
| Materialwissenschaft und Werkstofftechnologie | Dipl.-Ing.  | 10 Semester      | deutsch | 5        | Studienrichtungen: Gießereitechnik / Nichteisenmetallurgie / Stahltechnologie / Umformtechnik / Werkstofftechnik / Werkstoffwissenschaft |
| Nanotechnologie                               | Dipl.-Ing.  | 10 Semester      | deutsch | 5        | |
| Robotik                                       | Dipl.-Ing.  | 10 Semester      | deutsch | 1        | Anwendungsfächer: Bergbau / Geomonitoring / Technik / Umwelt |
| Verfahrenstechnik und Chemieingenieurwesen    | Dipl.-Ing.  | 10 Semester      | deutsch | 4        | |
| Wirtschaftsingenieurwesen                     | Dipl.-Ing.  | 10 Semester      | deutsch | 6        | technische Studienrichtungen: Biotechnologie / Energietechnik / Gießereitechnik / Infrastrukturmanagement / Maschinen und Anlagen / Nichteisenmetallurgie / Rohstoffgewinnung, Profil Tagebau und Tiefbau / Rohstoffgewinnung, Profil Tiefbohrtechnik, Erdöl, Erdgas / Stahlmetallurgie / Technologiemanagement / Umformtechnik / Umwelttechnik / Verfahrenschemie / Verfahrenstechnik, Keramik, Glas, Baustoffe / Werkstofftechnik |

### Aufbaustudiengänge
| Studiengang               | Abschluss                                               | Regelstudienzeit                            | Sprache | Fakultät |
| ------------------------- | ------------------------------------------------------- | ------------------------------------------- | ------- | -------- |
| Umweltverfahrenstechnik   | Dipl. Ing.                                              | 4 Semester                                  | deutsch | 4        |
| Wirtschaftswissenschaften | Dipl.-Wirt.-Ing. / Dipl.-Wirt.-Math. / Dipl.-Wirt.-Nat. | 4 Semester oder 7 Semester berufsbegleitend | deutsch | 6        |

## Semesterticket
Am 7. November 2024 wurde durch einen Studentenentscheid beschlossen, dass zum nächstmöglichen Zeitpunkt (voraussichtlich Wintersemester 2025/26) in Freiberg ein Semesterticket zu den Konditionen des Deutschlandtickets eingeführt werden soll. Die Kosten belaufen sich hierbei auf 60 % des Deutschlandticketpreises. Mit dem Führen der Verhandlungen wurde das Studentenwerk Freiberg beauftragt. Aufgrund einer Unterschriftenliste von mehr als 10 % der Studierenden hat am 7. Januar 2025 eine Vollversammlung stattgefunden. In dieser wurde beschlossen, dass ein erneuter Studentenentscheid durchgeführt werden soll mit der Frage, ob das Semesterticket zum nächstmöglichen Zeitpunkt wieder abgeschafft werden soll. Auch dieser Entscheid wurde angenommen. Entsprechend wird das Ticket nach seiner Einführung wieder abgeschafft.

## Infrastruktur und Einrichtungen

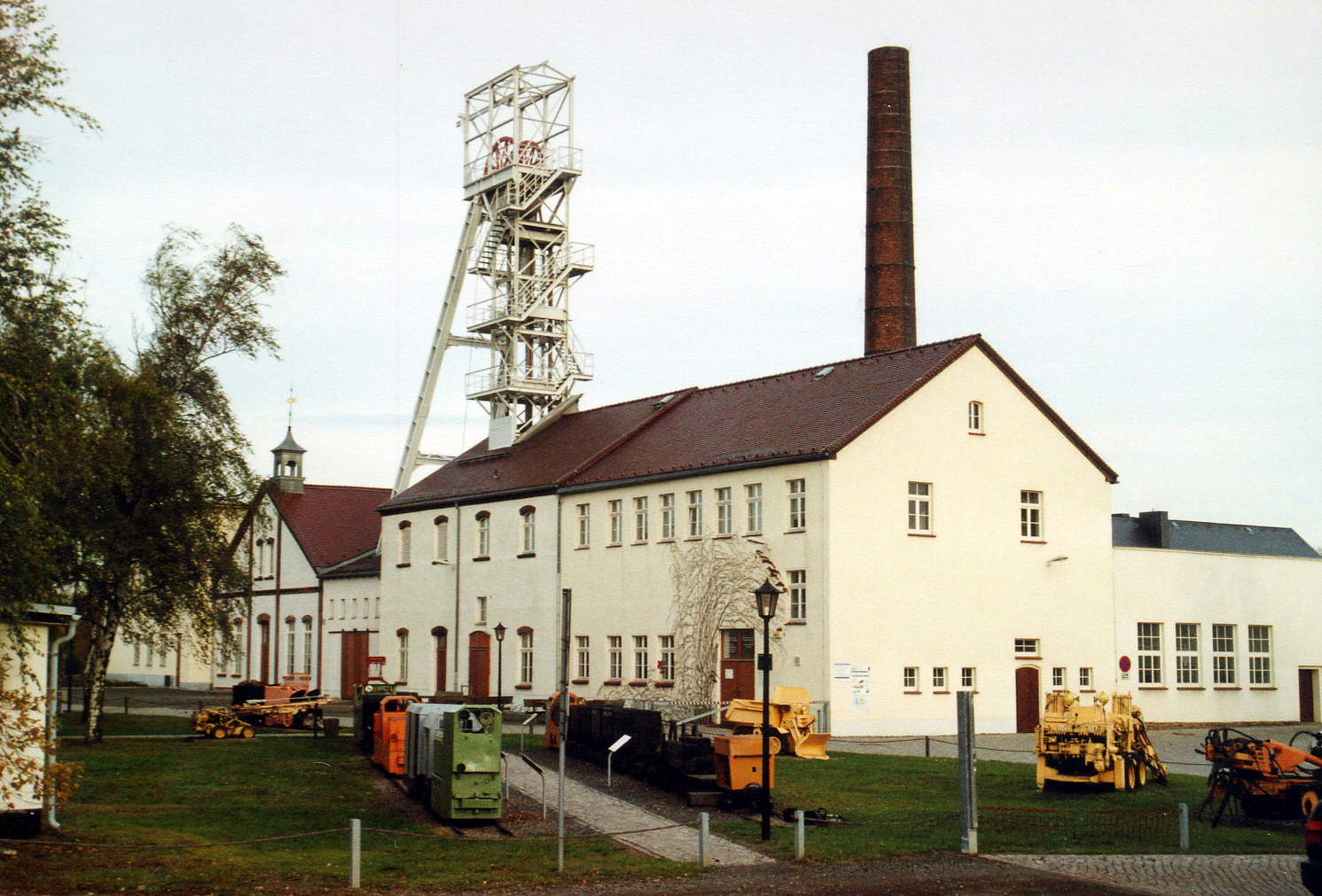
Reiche Zeche

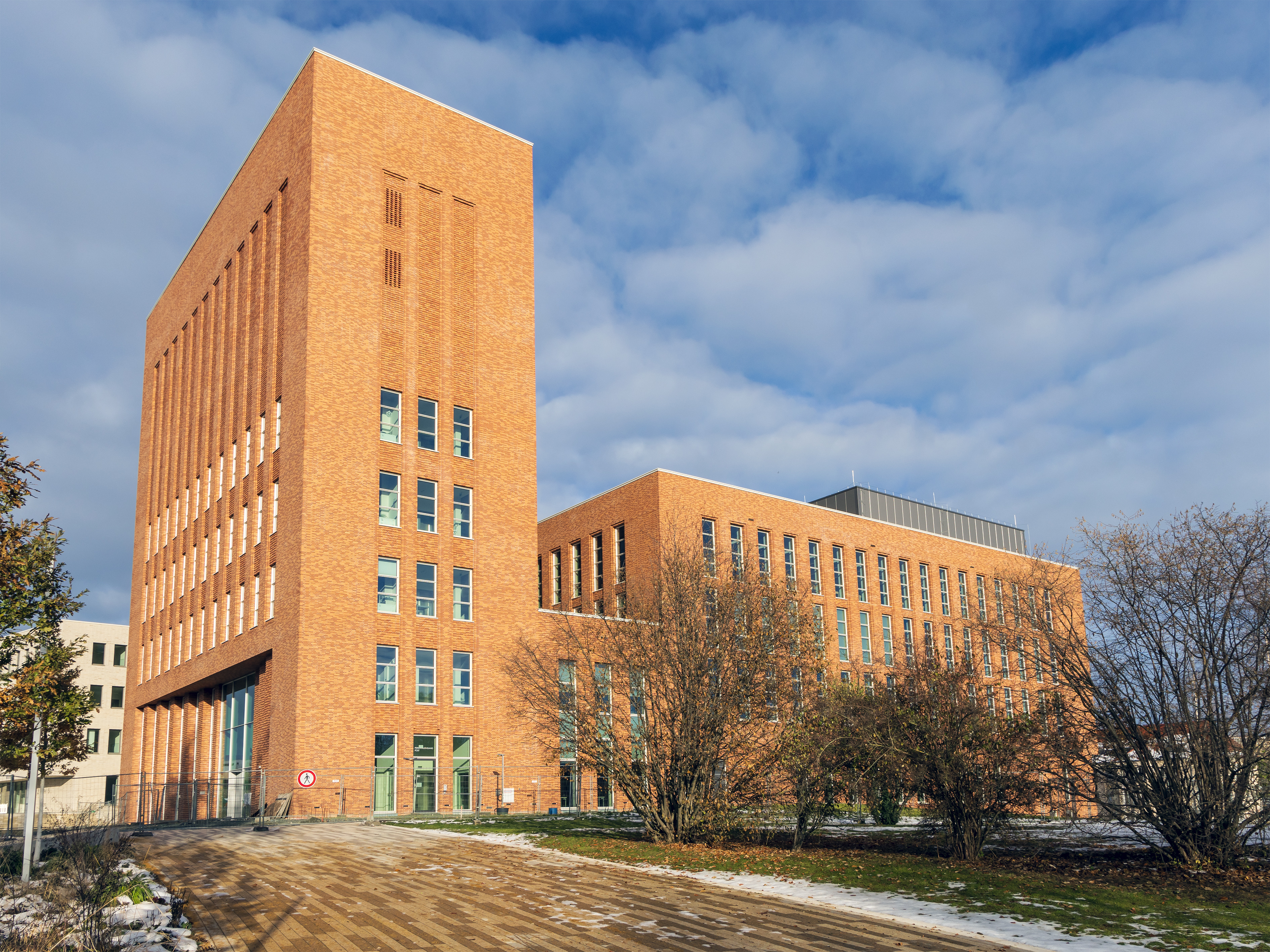
Universitätsbibliothek und Hörsaalzentrum

### Campusinfrastruktur
Es handelt sich um eine Campusuniversität. Der größte Teil des Geländes befindet sich auf dem Campus im Norden des Stadtgebietes. Daneben existieren weitere Liegenschaften im Stadtgebiet, so z. B.:
- das Hauptgebäude in der Akademiestraße
- der Dietrich-von-Freiberg-Bau, das Schlossplatzquartier, das Medienzentrum und das Studien-Info-Zentrum SIZ in der Prüferstraße
- die neue Universitätsbibliothek mit Hörsaalzentrum auf dem Wissenschaftskorridor in der Winklerstraße
- die Alte Mensa in der Petersstraße
- der Werner-Bau in der Brennhausgasse
- mehrere Gebäude auf dem Campus Reiche Zeche: das Forschungs- und Lehrbergwerk „Reiche Zeche“, die Alte Elisabeth sowie das Institut für Energieverfahrenstechnik und Chemieingenieurwesen.

Weiterhin sind auf dem Campus das Career Center (CC), die Graduierten- und Forschungsakademie (GraFA), das Internationale Universitätszentrum „Alexander von Humboldt“ (IUZ), das Fachsprachenzentrum (FZ), das Universitätsrechenzentrum (URZ), das Gründernetzwerk Saxeed, das Universitätsarchiv, das Universitätssportzentrum (USP) sowie die Universitätsbibliothek „Georgius Agricola“ (UB) zu finden.

### Forschungsinfrastruktur
Als europaweit einzige Universität betreibt die TU Bergakademie Freiberg ein eigenes Forschungs- und Lehrbergwerk sowie mit dem Scientific Diving Center (SDC) eines von zwei deutschen Ausbildungszentren für wissenschaftliches Tauchen. Zudem besitzt das Institut für Energieverfahrenstechnik und Chemieingenieurwesen auf dem Campus Reiche Zeche eine Pilotanlagenfläche.

### Kompetenzzentren / Universitäre Einrichtungen
- EIT RawMaterials – Regional Center Freiberg (RCF)
- ERP-Kompetenzzentrum sächsischer Hochschulen
- Forschungs- und Lehrbergwerk „Reiche Zeche“
- Interdisziplinäres Ökologisches Zentrum (IÖZ)
- Zentrales Reinraumlabor (ZRL)
- Zentrum für effiziente Hochtemperatur-Stoffwandlung (ZeHS)
- Biohydrometallurgical Center for Strategic Elements (BHMZ)
- DBI Bergakademie
- Freiberger Hochdruckforschungszentrum (FHP)
- Mine Water Research Center (MWRC)
- Scientific Diving Center Freiberg (SDC Freiberg)
- Zentrum für Innovationskompetenz (ZIK) VIRTUHCON
- Zentrum für Wasserforschung (ZeWaF)

## Forschung
Die Universität forscht interdisziplinär an Alternativen für Rohstoffgewinnung, Energietechniken, Werkstoffen und Recyclingverfahren. Bei Drittmitteleinnahmen pro Professor gehörte die Universität 2022 zu den zehn stärksten Forschungsuniversitäten in Deutschland und nimmt in den neuen Bundesländern Rang zwei ein. 2022 wurden 25 Erfindungsmeldungen und 41 Patentanmeldungen verzeichnet.
Die Hochschule fördert durch das Gründernetzwerk SAXEED akademische Ausgründungen und die Verwertung von Forschungsergebnissen. Im Jahr 2021 wurden 39 Gründungsprojekte betreut, aus denen bisher 12 Gründungen hervorgegangen sind, darunter die NaPaGen GmbH, die Just in Time-Food GmbH und die Rockfeel GmbH.

### Forschungspartner
Kooperationspartner sind unter anderem folgende An-Institute:
- IBExU Institut für Sicherheitstechnik GmbH Freiberg
- Forschungsinstitut für Leder und Kunststoffbahnen (FILK) gGmbH Freiberg
- Stahlzentrum Freiberg e. V.
- Institut für Korrosionsschutz Dresden GmbH
- UVR – FIA GmbH Verfahrensentwicklung-Umweltschutztechnik-Recycling Freiberg
- DBI – Gastechnologisches Institut gGmbH Freiberg
- Haver Engineering GmbH – Ingenieurbüro für Aufbereitungstechnik, Meißen[78]
- DBI Virtuhcon GmbH, Freiberg
- Parforce Engineering & Consulting GmbH, Freiberg

Mit dem Helmholtz-Zentrum Dresden-Rossendorf gründete die Universität 2011 das gemeinsame Helmholtz-Institut Freiberg für Ressourcentechnologie, um Technologien der Rohstoffversorgung, -nutzung und des umweltfreundlichen Recyclings zu entwickeln. Eine Zusammenarbeit auf dem Gebiet der Elektronikmaterialherstellung und Materialbearbeitung verbindet die TU Bergakademie Freiberg zudem mit dem Fraunhofer-Technologiezentrum Hochleistungsmaterialien (THM) und dem Fraunhofer-Instituts für Solare Energiesysteme (ISE) in Freiburg. Außerdem betreibt sie eine gemeinsame Abteilung des Fraunhofer Institutes for Integrated Systems and Device Technology (IISB) in Erlangen.
Vom Institut für Geophysik wird das Seismologische Observatorium Berggießhübel betrieben. Die TU ist zudem Mitinitiator des 1993 gegründeten universitären Internationalen Hochschulinstituts Zittau (IHI) und des Gründernetzwerks SAXEED.

### Kooperationen
Die Bergakademie ist unter anderem Mitglied im:
- Geokompetenzzentrum Freiberg e. V. (GKZ)
- EIT RawMaterials
- Silicon Saxony
- EnergieRohstoff-Netzwerk (ERN)
- Freiberger Interessengemeinschaft der Recycling- und Entsorgungsunternehmen e. V. (FIRE)
- InnoRegio Mittelsachsen
- Interdisziplinäres Kompetenzzentrum Flächenrecycling CiF e. V. Freiberg/Berlin/Aachen
- World Energy Council (WEC)
- Deutsch-Russischen Rohstoff-Forum (DRRF)*
- German Resource Research Institute (GERRI)
- Energy Saxony e. V.
- biosaxony e. V.
- Leichtbau-Allianz Sachsen e. V.
- GlasCampus Torgau
- AMZ Sachsen
- 4transfer Innovations- und Transferverbund
- TransferAllianz e. V.

Insgesamt kooperiert die Universität mit 274 Partnereinrichtungen in 74 Ländern. Verbindungen zu außereuropäischen Unternehmen und Forschungseinrichtungen bestehen unter anderem nach Bolivien, Chile, China, Mosambik, Südafrika, Vietnam und in die Mongolei. In der Mongolei und in Kenia beispielsweise wirkt die TU beim Aufbau des German Mongolian Institute for Resources and Technology (GMIT) in Ulan Bator und des Kenyan German Centre for Mining, Environmental Engineering and Resource Management (CEMEREM) am Taita Taveta University College in Voi mit. Auch an Universitäten in Russland*, Südamerika, Asien und Afrika ist sie in Forschung und Lehre mit verschiedensten Projekten aktiv.
Insgesamt hat die TU Bergakademie Freiberg derzeit
- 184 aktive partnerschaftliche Beziehungen,[2] darunter
- 76 ERASMUS-Abkommen[80]
- 18 fachübergreifende Hochschulkooperationen
- 755 Kontakte zu weiteren Universitäten[81]
- Doppelabschluss-Abkommen mit Partner-Universitäten in China, Frankreich, Ghana, Italien, Polen, Russland*, Thailand, Tschechien, Ungarn und Ukraine

*Aufgrund des russischen Angriffskriegs gegen die Ukraine sind die Kooperationen mit Russland ausgesetzt.

## Rankings
Beim QS World University Rankings wurden 1507 Universitäten verglichen. Die TUBAF erhielt dabei insgesamt den Rang 380 (obere 25,3 %), in diesem Rahmen Rang 24 (obere 1,6 %) der Zitationen pro Fakultät und Rang 25 (obere 1,7 %) beim Anteil Internationaler Studierender.

## Stiftungen
Die Bergakademie erhielt immer wieder Zuwendungen, mit denen zunächst vorrangig Studierende, später vermehrt Infrastruktur für die Forschung gefördert wurde. Seit 1990 entstanden folgende bedeutende Stiftungen:
- Sparkassen-Stiftung (1998)
- Stiftung Technische Universität Bergakademie Freiberg (2002)
- Pohl-Ströher-Mineralienstiftung (2004)
- Dr.-Erich-Krüger-Stiftung (2006)
- Stiftung Mineralogische Sammlung Deutschland (2008)
- Dr. Frank-Michael und Marianne Engel-Stiftungsfonds (2009)
- Heinisch-Stiftung (2015)
- Ursula und Prof. Dr. Wolf-Dieter Schneider Stiftung (2019)
- Stiftung Christian Grosse Geschichtsbibliothek (2019)

Von der Dr.-Erich-Krüger-Stiftung erhielt die TU mit einem dreistelligen Millionenbetrag das bisher größte Stiftungsvermögen einer staatlichen Hochschule in Deutschland. Sie setzt diese Mittel für die Ausstattung der Forschung mit Großgeräten und zur Förderung von Promovenden ein. Am 12. Juli 2007 starb Peter Krüger, der kurz zuvor zum Ehrensenator der Bergakademie ernannt worden war, in München. Seine Frau Erika Krüger, die 2017 die Ehrensenatorwürde der Universität erhielt, führt die Stiftung fort. Sie ermöglichte unter anderem den Aufbau der Graduierten- und Forschungsakademie, das Freiberger Biohydrometallurgische Zentrum sowie das Krüger-Forschungskolleg Freiberger Hochdruck-Forschungszentrum. Erika Krüger unterstützt die Universität zudem auch privat – unter anderem mit Deutschlandstipendien für besonders engagierte Studierende.

## Sammlungen
Neben der Bibliothek, in der auch Handschriften, Karten und Risse verwahrt wurden, gingen aus dem sogenannten „Stufenkabinett“ die Geowissenschaftlichen Sammlungen hervor. Außerdem gab es eine Sammlung von Modellen von Maschinen des Bergbaus, die ab 1840 in einer eigenen Werkstatt hergestellt wurden und später in einem separaten Modellzimmer Platz fanden. Die Sammlungen umfassen heute mehr als eine Million wissenschaftliche Proben, 15.000 wissenschaftliche Instrumente und Modelle sowie rund 1.000 Kunstwerke und kulturhistorische Objekte.
Die Geowissenschaftliche Sammlungen der TU Bergakademie Freiberg gehören zu den zehn ältesten sowie umfangreichsten geo- und montanwissenschaftlichen Kollektionen der Welt. Etwa fünf Prozent des Gesamtbestandes werden in den Schausammlungen gezeigt. Dazu gehören die Mineralogische Sammlung, die Lagerstättensammlung und die Petrologische Sammlung im Werner-Bau, die Paläontologische und Stratigraphische Sammlung im Humboldt-Bau sowie die Brennstoffgeologische Sammlung in der Nähe der Reichen Zeche.
Seit Oktober 2008 stellt die TU im Schloss Freudenstein zudem die weltweit größte private Mineraliensammlung aus. Die Dauerausstellung „terra mineralia“ ist eine Dauerleihgabe der Schweizerin Erika Pohl-Ströher und feierte im April 2019 ihr zehnjähriges Bestehen.
Die Minerale deutscher Fundorte der Pohl-Ströher-Mineralienstiftung sowie besondere Mineralstufen aus den Geowissenschaftlichen Sammlungen und Minerale der 2008 gegründeten universitären Stiftung „Mineralogische Sammlung Deutschland“ sind im 2012 von der Dr.-Erich-Krüger-Stiftung sanierten Krügerhaus zu sehen.
Im Historicum präsentiert die Universität Exponate, Bilder und Zeitdokumente.
Im Forum Montangeschichte findet man seit 2015 digitalisiert und im Volltext frei zur Verfügung gestellt historische Aufsätze zur sächsischen Bergbau- und Hüttengeschichte, darunter bislang unveröffentlichte Arbeiten sowie aktuelle Veröffentlichungen.

## Logo

Bis 2013
2013–2023
Seit Mai 2023